# Антекера, Хосе

Крест ордена Алькантара

Хосе де Антекера-и-Кастро (исп. José de Antequera y Castro; 1 января 1689. г. Панама — 5 июля 1731, Лима) — государственный деятель, губернатор Парагвая (1721—1725), руководитель одного из первых крупных восстаний против испанского владычества в Латинской Америке. Рыцарь духовного ордена Алькантара.

## Биография
Образование получил в Королевском и Папском университете Сан-Хавьер в Панаме. Затем изучал право в Испании. Служил в испанской колониальной администрации короля Филиппа V .
Его первой должностью был пост оидора — главы Королевской аудиенсии Чаркаса. Затем Х. Антекера переехал в Испанию, где пробыл несколько лет.
В 1721 году был послан в качестве судебного комиссара в Асунсьон (Парагвай), жители которого жаловались на засилье иезуитов, государство которых существовало в то время в Парагвае.
Прибыл в Парагвай в качестве судьи и следователя по расследованию обвинений, выдвинутых против губернатора Парагвая Диего де лос Рейес. Исходя из идеи о верховенстве общей воли по отношению к власти короля, Антекера выступил в защиту интересов креолов Парагвая: отстранил от власти губернатора, вступил в противоборство с иезуитами, чьи богатые миссии в Южной Америке представляли собой государство в государстве («государство иезуитов в Парагвае»).
Принял на себя временное правительство.
В Асунсьоне Антекера возглавил движение против иезуитов, которое вылилось в восстание индейцев против испанской администрации.
В результате его действий губернатор Парагвая Диего де лос Рейес был отстранен от власти, а иезуиты изгнаны из Асунсьона.
С 14 сентября 1721 по 5 марта 1725 г. занимал должность губернатора Парагвая.
Действия Антекера привели к тому, что вице-король Перу Хосе де Армендарис в 1724 г. отправил Бруно Маурисио де Сабала подавить восстание, произошедшее в Парагвае. В том же году армия индейцев гуарани под командованием иезуитов и новоназначенного Маурисио де Сабалой губернатора, в сражении с войском Антекера, имевшего поддержку креолов, потерпела поражение. Затем из Буэнос-Айреса вышла вторая королевская армия.
В 1725 году ополчение Антекеры было разбито, он бежал и нашёл убежище во францисканском монастыре, а затем тайно уехал в департаменте Чукисака, но был там схвачен, доставлен в Лиму, где с 1728 г. его судили. Лишь в 1731 году из Мадрида поступил приказ казнить его.
Х. Антекера был приговорён к отсечению головы. Собравшаяся на казнь толпа потребовала его помилования и забросала камнями его конвоиров. Вице-король Хосе де Армендарис, который присутствовал на казни, попытался их успокоить, но его тоже забросали камнями. Опасаясь, что Антекера сбежит, де Армендарис приказал солдатам расстрелять осуждённого, что они и сделали. Затем солдаты обратили оружие на толпу. Несколько священников были убиты. Труп Антекеры был доставлен с места смерти на эшафот и обезглавлен. Голова казнённого была выставлена на всеобщее обозрение.
В 1778 году испанский король Карл III отменил приговор Антекере, объявив его верным министром.